# アルハンゲリスク県
アルハンゲリスク県（ロシア語: Архангельская губерния）はロシア帝国、ロシア共和国、ロシア連邦共和国の県の一つ。現在の北欧のロシア（ムルマンスク州、ネネツ自治管区、カレリア共和国の北部、アルハンゲリスク州、コミ共和国）の地域に相当する。県庁所在地はアルハンゲリスク。